# Missiano
Missiano (Missian in tedesco) è una frazione del comune italiano di Appiano in Trentino-Alto Adige, in provincia di Bolzano.

## Storia
L'insediamento di Messan è citato per la prima volta in documentazione del 1184-1186, poi nel 1211 come Missan e Mixan, nel 1272 come Misan e nel 1379 come Myssan; solo dal 1450 è attestata per la prima volta la forma odierna di Missian per la località.
Si tratta di una zona colonizzata soprattutto dai conti d'Appiano nel XII e XIII secolo, che erano proprietari dei masi e della giurisdizione, prima che questa passasse ai conti del Tirolo. Nel 1490 sono i signori di Niedertor, di Bolzano, a elencare ricchi possedimenti dislocati a Missian e al suo sottoborgo Unterrain.

## Geografia fisica
Da Missiano si gode di una magnifica vista all'intorno, poiché la località offre un meraviglioso panorama sulla valle dell'Adige fino a Bolzano, allo Sciliar ed alle Dolomiti.
Il paese è divenuto noto soprattutto per le sue escursioni, ed in particolare per la passeggiata dei tre castelli, grazie alla quale si toccano Castel d'Appiano, castel Boymont e il Castel Corba.
Il cammino che includa la visita solo esterna di tutti e tre i castelli, dura circa tre ore di percorrenza senza soste.
Tante altre passeggiate si dipartono da Missiano e conducono anche fin sulla sommità della montagna soprastante, la Mendola.
Ben visibile su di una collina coltivata a vigneto, è un altro punto di riferimento del paese di Missiano: la chiesetta di San Zeno e di Santa Apollonia.
La chiesa è stata costruita in stile neoclassico al posto di un edificio gotico nel 1841-1843.
La piazza del paese di fronte alla chiesa e l'ex canonica sono luoghi distintivi di Missiano.